# Relación Iglesia católica-Estado argentino (1943-1955)
La relación entre la Iglesia católica y el Estado argentino (1943-1955) es un tema que atrajo el interés de los historiadores por la peculiar articulación del peronismo histórico a la tradición católica así como por el salto desde la estrecha asociación que venía desde 1943 al conflicto radical de 1955. La vinculación de la Iglesia con el gobierno militar surgido del golpe de Estado del 4 de junio de 1943 se inició bajo los mejores augurios y "por primera vez en la historia contemporánea, una masa de cuadros del Estado provenía de la Iglesia. Y estos no solo eran católicos de nota: había también numerosos militantes medios de la Acción Católica (…) y no faltaban miembros del credo, como el capellán Wilkinson, ideólogo del Grupo de Oficiales Unidos y figura omnipresente en los primeros tramos del gobierno de facto." Estas designaciones hicieron posible la concreción de su viejo anhelo del establecimiento de la enseñanza religiosa en las escuelas públicas. Esta buena relación continuó incluso a pesar de que las decisiones del gobierno de romper relaciones con el Eje primero y declararle la guerra después podían no coincidir con los deseos de la Iglesia.
En el documento que dio a conocer con motivo de las elecciones de 1946 la Iglesia se pronunció inequívocamente contra la Unión Democrática, una coalición de partidos que era la principal rival de la que apoyaba la candidatura del general Juan Domingo Perón, quien aparecía como el continuador del gobierno militar y resultó elegido Presidente. Las relaciones siguieron afianzándose durante su gobierno hasta una época que los historiadores sitúan alrededor de 1950 en que se inició un período de paulatino enfriamiento hasta llegar en 1954 a una situación de abierto conflicto que se fue agudizando a medida que las partes asumían posiciones más duras y ejecutaban acciones más controversiales y terminó por constituirse en un factor importante en el derrocamiento del gobierno por un golpe de Estado el 16 de septiembre de 1955. Sobre esta última etapa se ha señalado que "no existe otro período de la historia de la Iglesia argentina que en los últimos años haya concitado tanta atención por parte de los historiadores como el conflicto desatado con el gobierno de Perón a partir de 1954."
El análisis de ese conflicto -que incluyó detenciones y expulsiones de sacerdotes, modificaciones sustanciales de la legislación, quema de iglesias, declaraciones políticas desde el púlpito, excomunión de Perón, colaboración de sectores católicos y opositores- ha llevado a diferentes intentos de explicación que se encuentran en muchos casos influenciados por las posiciones ideológicas de los analistas y por las proyecciones que aquellos hechos tuvieron en la historia argentina posterior.
Se han expuesto diversos factores que pudieron gravitar en el conflicto: discursos peronistas que incursionaban acerca de cuál era el «verdadero cristianismo» y cuáles las desviaciones en que incurrían hombres de la Iglesia, una presunta decepción de la Iglesia al no ver plasmadas en la reforma constitucional de 1949 las medidas favorables a sus intereses que esperaban, el descontento de la Iglesia católica por lo que consideraba inacción del gobierno ante la actividad de otras iglesias como las espiritistas y evangélicas, la labor de la Fundación Eva Perón opacando a las organizaciones privadas que anteriormente se dedicaban a la beneficencia en estrecho contacto con la Iglesia, la percepción por sectores de la Iglesia de los homenajes a Evita como un endiosamiento con connotaciones religiosas, la creación del Partido Demócrata Cristiano en la que algunos peronistas veían un intento apoyado desde el exterior para restarle poder en el campo político, la influencia sobre Perón de funcionarios considerados anticlericales y masones, la creación por el gobierno de la Unión de Estudiantes Secundarios en la que muchos veían un foco de corrupción moral y, en el mejor de los casos, un intento de captación de la juventud en desmedro de las organizaciones católicas.
Al estallido mismo del conflicto, finalmente, se lo ha explicado como el final inevitable por la incapacidad de la Iglesia católica de convivir con cualquier tipo de poder estatal que pretendiera un mínimo de autonomía (Zanatta); por la intención del peronismo de construir una iglesia nacional (Bosca); por la concepción totalitaria del peronismo pretendiendo un férreo monopolio de lo simbólico, que chocaba con el catolicismo (Plotkin); en la competencia entre dos modelos por naturaleza antitéticos de sociedad, uno de ellos construido por la Iglesia y el otro por el propio peronismo (Bianchi y Leonardo Paso) o en la consecuencia de un proceso de gran polarización impulsado por el gobierno que produjo reacomodamientos en la sociedad en general y conflictos en las filas católicas, y ocasionó que ciertos episodios adquirieran una nueva significación al quedar necesariamente encuadrados en la antinomia peronismo-antiperonismo.

## La Iglesia católica en la Constitución Nacional
La Constitución argentina de 1853 consagró la libertad de cultos (art. 14) pero estableció algunas normas que significaban un trato preferencial a la religión católica. Así, por ejemplo, dispuso que el presidente y el vicepresidente de la Nación debían ser católicos (art. 77) y que el Estado sostenía esa religión (art. 2). Los obispos eran propuestos al Papa para su designación por el presidente de la Nación entre una terna determinada por el Senado (art. 86 inc. 8). El Presidente tenía la facultad de aceptar o rechazar la difusión de bulas, breves y rescriptos del Papa (art. 86 inc. 9) y el Congreso tenía la facultad de aprobar o rechazar concordatos, legislar sobre la implementación del patronato y aceptar o rechazar nuevas órdenes religiosas en el país (art. 67 inc. 19 y 20).

## El gobierno militar surgido de la revolución del 4 de junio de 1943
El 4 de junio de 1943 un levantamiento militar detrás del cual se encontraba la logia militar Grupo de Oficiales Unidos (GOU) derrocó al presidente Ramón Castillo, clausuró el Congreso Nacional y designó un militar en su reemplazo. Si bien existían circunstancias locales que se invocaron para dar el golpe de Estado, como por ejemplo la existencia de un fraude electoral reiterado, un punto central en la agenda política de ese momento estaba constituido por la posición argentina frente a la Segunda Guerra Mundial. Dice Loris Zanatta que:

Como el GOU, también la Iglesia era una convencida sostenedora de la neutralidad argentina en el conflicto mundial. Aunque en el multiforme mundo católico hubiera quienes simpatizaban abiertamente con una u otra de las potencias beligerantes, la posición oficial de la Iglesia era explícita en la defensa a ultranza de la neutralidad. (…) Sobre todo, la Iglesia expresaba de esa forma una precisa voluntad de la Santa Sede, cuyas autoridades habían manifestado más de una vez el deseo de que la Argentina se mantuviera al margen de la conflagración. Esto es lo que hicieron una vez más, al día siguiente de la revolución del 4 de junio, cuando, según una nota del ministro de Relaciones Exteriores italiano a Mussolini, la Secretaría de Estado del Vaticano habría expresado su preocupación por el futuro de la neutralidad argentina, al punto de dar un paso diplomático ante las nuevas autoridades con el fin de asegurarse de sus intenciones.

Gran parte de los nuevos funcionarios -especialmente en el área de Educación- provenía "de las filas católicas, o bien de aquellas organizaciones nacionalistas, a menudo surgidas a la sombra de la Iglesia, que habían hecho del catolicismo el nervio de su ideología." Fue así que "en los meses que siguieron a la revolución de junio, la relación entre la Iglesia y el Ejército fue casi simbiótica. En el clima enfervorizado de la 'restauración argentinista' de aquellos días, era prácticamente imposible distinguir entre el clericalismo de los militares y el militarismo de los ambientes católicos".
El 31 de diciembre de 1943 el gobierno militar emitió dos decretos: por uno disolvió los partidos políticos y por otro estableció la enseñanza religiosa en las escuelas públicas, medida esta última que fue aplaudida tanto por el episcopado como por los católicos recibiendo de parte de una ínfima minoría de estos últimos tan solo la objeción -prontamente olvidada- de que esa medida no proviniera de un gobierno constitucional. En enero de 1944 Argentina rompió relaciones con los países del Eje y dentro del G.O.U. Perón se pronunció inequívocamente contra esa medida y si bien algunos nacionalistas abandonaron las filas del gobierno, la decisión no afectó las relaciones con la Iglesia quien consideró que dada la situación internacional, con el Eje prácticamente derrotado, se había optado por el "mal menor".
En marzo de 1944 el general Ramírez fue relevado de la presidencia y lo reemplazó el general Edelmiro J. Farrell. Los nuevos integrantes del gobierno reiteraron sus manifestaciones de adhesión a los principios cristianos y al llegar el 4 de junio hubo múltiples celebraciones del aniversario de la revolución en las cuales el clero tuvo un importante papel.

## Ascenso político de Perón
El 8 de octubre de 1945 Perón, que ejercía los cargos de vicepresidente, secretario de Guerra y de Trabajo y Previsión, fue obligado a renunciar por un sector del ejército y se lo detuvo en la isla Martín García pero la movilización popular del 17 de octubre dio un vuelco a la situación: Perón recuperó su libertad, los ministros que se le oponían fueron reemplazados y comenzó su campaña política para las elecciones convocadas para comienzos de 1946. 

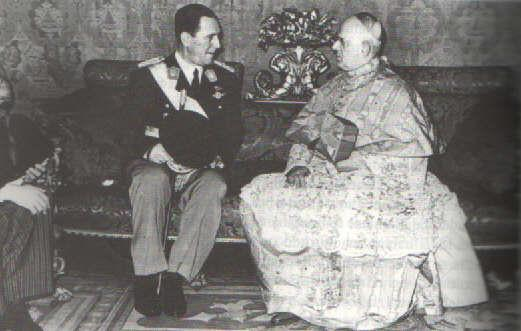
El presidente Perón y el cardenal Copello.

Los partidos Socialista, Comunista, Demócrata Progresista y la Unión Cívica Radical crearon la coalición denominada Unión Democrática (UD), que además recibía el apoyo del Partido Demócrata Nacional, en tanto el Partido Laborista, la Unión Cívica Radical Junta Renovadora y el Partido Independiente sostenían la fórmula Perón-Quijano.
El 15 de noviembre de 1945 la Iglesia dio una Carta pastoral "sobre los deberes de los cristianos en el momento actual" que fue leída en todos los templos católicos. Sin mencionar en forma expresa a partido político o persona alguna se indicaba que los católicos tenían el deber de no votar por quienes incluían en sus programas propuestas contrarias a la Iglesia, tales como la separación de la Iglesia y el Estado, el divorcio, la supresión de la fórmula religiosa en el juramento o secularización escolar por lo que era evidente que les quedaba excluida la posibilidad de votar por la Unión Democrática a la que adherían partidos de reconocida raigambre laicista, en tanto nada se oponía a que lo hicieran por la fórmula Perón-Quijano. Esta última en las elecciones del 24 de febrero de 1946 obtuvo la mayoría de votos y electores.

## Consolidación del vínculo entre el gobierno peronista y la Iglesia católica

### Medidas del nuevo gobierno favorables a la Iglesia
Cuando los nuevos legisladores trataron el decreto que había establecido la enseñanza religiosa con la finalidad de confirmarlo o derogarlo se produjo una larga batalla parlamentaria, una amplia cobertura periodística y una movilización masiva de los miembros de la Acción Católica presionando en los debates. Cuando a su término ella fue ratificada merced a los votos de la mayoría de los legisladores peronistas, los miembros de la jerarquía eclesiástica concurrieron a la Casa de Gobierno para agradecer al gobierno y la enseñanza religiosa quedó así como "un hito emblemático del idilio entre la Iglesia y el Estado peronista".
También favorecieron a la Iglesia el incremento entre un 50 % y 100% de los salarios de personal eclesiástico tradicionalmente pagados por el Estado, una duplicación del número de cargos pagos y múltiples subsidios para peregrinaciones, viajes al extranjero, reparación, conservación y construcción de edificios, etc. Estas medidas se complementaron con las que limitaban la acción de los otros cultos, especialmente los protestantes, a través del recientemente creado Registro Nacional de Cultos. Por otra parte representantes del gobierno y de la Iglesia compartían muchas de las celebraciones políticas y religiosas y la religión estuvo presente, incluso, en las primeras celebraciones del Día de la Lealtad.

### Elementos religiosos en la celebración del Día de la Lealtad
Mariano Plotkin dice de los rituales políticos que:

"por un lado crean una unidad simbólica entre los participantes que se reconocen a sí mismos como miembros de una comunidad política dada: partido, nación, patria. Por otro lado, en especial en regímenes de tipo autoritario, los rituales cumplen también una función de exclusión, privando de legitimidad como contendientes políticos a quienes no participan en los mismos. (...) En el caso del peronismo, en que la presencia de un vínculo de tipo carismático entre el líder y la masa era uno de los fundamentos de su identidad como movimiento, los rituales políticos servían además para recrear y reforzar la imagen carismática del líder"

La celebración en 1946 del primer aniversario del Día de la Lealtad se inició por la mañana en la Plaza de Mayo con una misa de campaña auspiciada por la Unión de Intelectuales Peronistas a la que asistieron Juan y Eva Perón y altos funcionarios del gobierno. La Unión Popular Demócrata Cristiana organizó otra misa en la iglesia de Santo Domingo donde Perón estuvo representado por su edecán militar.
En 1947 la apertura fue también con la misa de campaña en la Plaza de Mayo pero con la novedad de que el altar fue colocado bajo un arco alegórico del 17 de octubre subordinando de esta manera la celebración religiosa a la política.
A partir de 1948 la simbología peronista fue ocupando en la celebración espacios en los que antes estaban otros patrones simbólicos en los que el peronismo como movimiento político nuevo buscaba legitimarse. Fue así que ese año se realizó la misa de campaña pero el acto comenzó formalmente con el izamiento de la bandera nacional a cargo del secretario general de la C.G.T y ningún representante del gobierno concurrió a las otras misas auspiciadas por organizaciones católicas peronistas. En 1949 la misa sencillamente se suprimió de la celebración.

### Afianzamiento de lazos entre la Iglesia y el gobierno
El cardenal Santiago Luis Copello, arzobispo de Buenos Aires, era la autoridad máxima de la Iglesia católica desde los años '30 y se le reconocían dotes administrativas excepcionales. Su labor se había concentrado en la expansión de parroquias y seminarios, la búsqueda de apoyo económico y el reclutamiento de nuevos militantes en las organizaciones dependientes del Episcopado. El peronismo llevó el apoyo material y simbólico del Estado a la expansión corporativa de la Iglesia y a su influencia en el aparato estatal a su punto más alto. Señala Lila Caimari: 

"El despliegue publicitario con el que los medios oficiales rodearon ese apoyo hizo que hacia 1949 la enorme mayoría de partidarios y opositores del peronismo, católicos y anticlericales, estaban convencidos de que, para bien o para mal, el gobierno y la Iglesia trabajaban en estrecha colaboración. Peronismo y catolicismo estaban ligados por infinidad de lazos, espirituales y materiales."

### Contradicciones internas en la Iglesia y en el peronismo
Esta política de estrecho acercamiento no satisfacía a todos los sectores que estaban dentro del peronismo o de la Iglesia. Los obispos sacrificaban alianzas tradicionales como la que los había unido a la alta sociedad del país en torno a las obras de caridad, cuya expresión más típica -la Sociedad de Beneficencia- tenía como preludio de su disolución una intervención del gobierno a cargo de Armando Méndez San Martín, un funcionario con sólida reputación anticlerical. También había católicos demócratas e incluso miembros aislados del clero que criticaban esta política, a los que Copello silenció con energía.

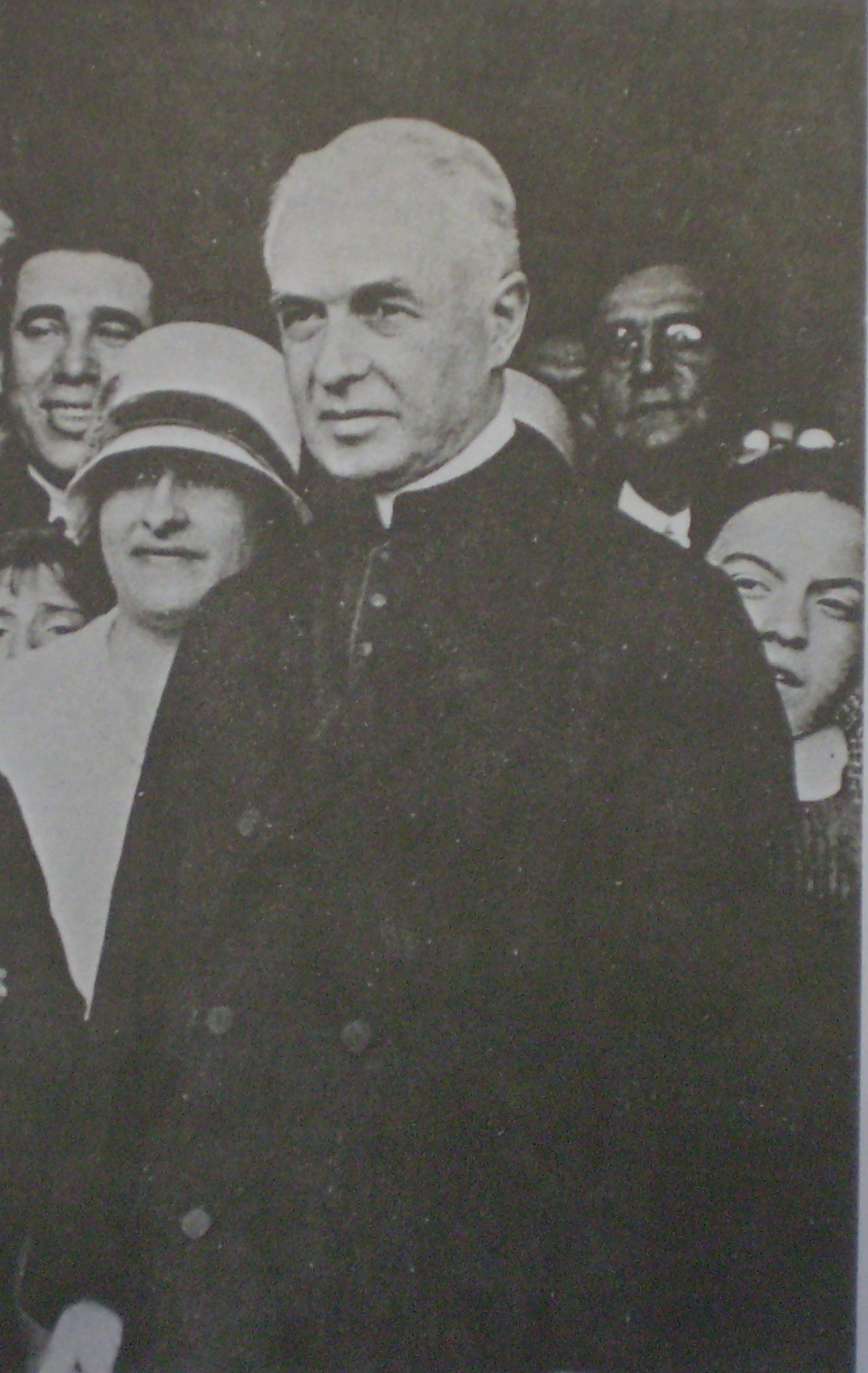
Monseñor de Andrea, fundador del Hogar de la Empleada era visto como un opositor del peronismo.

Por el lado del peronismo tampoco eran bien aceptadas por las bases laboristas que provenían de una larga tradición anticlerical las concesiones que se hacían a esta Iglesia "oligarca". Estos aspectos del proceso no eran, sin embargo, percibidos por la mayoría de la gente que continuaba teniendo esa imagen de colaboración estrecha.

### Algunos signos premonitorios del conflicto
Cuando los estudiosos examinan en retrospectiva la época encuentran algunos hechos premonitorios de conflicto que, sin embargo, no fueron percibidos como tales en ese momento. El 10 de abril de 1948 Perón participó de un homenaje a monseñor Nicolás De Carlo, obispo de Resistencia en reconocimiento por la labor social que realizaba en su diócesis y en su discurso ante el Episcopado expresó entre otros conceptos: 

"...al igual que no todos los que se llaman demócratas lo son en efecto, no todos los que se llaman católicos se inspiran en las doctrinas cristianas. Nuestra religión es una religión de humildad, de renuncia interna, de exaltación de los valores espirituales por encima de los materiales. Es la religión de los pobres, de los que sienten hambre y sed de justicia, de los desheredados; solo por causas que conocen muy bien los eminentes prelados que me honran escuchándome, se ha podido llegar a una subversión de los valores y se ha podido consentir el alejamiento de los pobres del mundo para que se apoderen del templo los mercaderes y los poderosos y, lo que es peor, para que quieran utilizarlo para sus fines interesados."

Cuando en septiembre del mismo año varios sacerdotes fueron implicados en el seudoatentado contra Perón preparado por Cipriano Reyes la prensa oficialista "reveló una inesperada animosidad anticlerical... usando argumentos anticlericales clásicos diversos artículos criticaron entonces la hipocresía y la dudosa moral privada de los curas en cuestión".

### Reforma constitucional de 1949
En agosto de 1948 el Congreso dictó la ley 13.233, que declaró necesaria "la revisión y reforma de la Constitución Nacional, a los efectos de suprimir, modificar, agregar y corregir sus disposiciones, para la mejor defensa de los derechos del pueblo y del bienestar de la Nación". A diferencia de los casos anteriores y posteriores la ley no limitó los temas encomendados a la convención sino que la facultad para reformar la totalidad del cuerpo legal. Debido a esta circunstancia el debate subsiguiente fue muy amplio ya que las propuestas podían abarcar cualquier punto regido por la Constitución.
Según Di Stefano y Zanatta el Vaticano tuvo expectativas, incentivadas por el hecho de que el principal redactor sería el Dr. Arturo Sampay constitucionalista muy ligado a los grupos católicos que incluso había escrito para la revista Nuestro tiempo dirigida por el padre Julio Meinvielle, de que se llevaran al nuevo texto legal asuntos sobre los que tenían especial interés -enseñanza religiosa, abolición del patronato, indisolubilidad del matrimonio y hasta declaración del catolicismo como religión oficial- que al no verse satisfechas produjo una decepción respecto del gobierno peronista.

## Etapa de transición

### 1950: el gobierno se afianza
Hacia 1950 el gobierno peronista se veía considerablemente afianzado. La comisión parlamentaria encabezada por el diputado José Emilio Visca, encargada de investigar las torturas denunciadas por la oposición continuaba con sus presiones sobre la prensa. A fines de 1949 había allanado la administración de los diarios La Prensa, La Nación y Clarín y las oficinas de las agencias United Press International y Associated Press. y ordenado la clausura definitiva del diario El Intransigente de Salta, cuyo director permanecía en la cárcel. Entre enero y febrero de 1950 clausuró unos 70 diarios independientes, algunos de los cuales reabrieron pero quedaron, al igual que los demás, sujetos a la entrega de papel que controlaba la referida comisión. Muchos opositores estaban procesados y entre los detenidos se encontraba el dirigente radical Ricardo Balbín.
El peronismo, escribió Cristian Buchrucker, "postuló una cierta aspiración hacia la totalidad de la nación, hecho que se manifestó en la inclusión de las "tres banderas" justicialistas en el Preámbulo de la Constitución de 1949 y más claramente aun en 1951-1952, cuando la doctrina del movimiento fue declarada Doctrina Nacional." A medida que se afianzaba en el poder Perón dejaba de presentarse como continuador de tradiciones preexistentes que ya no necesitaba para fundamentar su legitimidad y podía, por el contrario, presentarse como la única entidad política capaz de romper con tales tradiciones. Dentro de ese marco amplio comenzó a desarrollarse un nuevo discurso religioso oficial: "el cristianismo peronista".

### Escuela Científica Basilio
La Escuela Científica Basilio, asociación fundada en Buenos Aires el 1 de noviembre de 1917, que se declara basada en las enseñanzas de Jesús, pertenece a la religión denominada espiritista, que sigue las enseñanzas de Allan Kardec.
En 1921 le fue concedido permiso de la Policía Federal para realizar reuniones públicas y en 1925 obtuvo personería jurídica. En 1948 el gobierno le anuló su personería jurídica pero en mayo de 1950 suspendió la medida. En julio de 1950 el Jefe de Policía dispuso el cierre de los centros de la institución, medida que debió revocar por orden de Perón. La Escuela anunció la realización de un gran acto público en el Luna Park para el 15 de octubre de 1950 con afiches publicitarios que proclamaban ¡JESÚS NO ES DIOS!, lo que provocó la reacción adversa de la Acción Católica. Ese día al principio del acto se leyó una carta de Juan y Eva Perón adhiriéndose al mismo y allí integrantes de la Acción Católica interrumpieron el acto con gritos y lanzamiento de panfletos. Fueron sacados por la policía y siguieron en manifestación por la calle hasta que algunos de ellos fueron arrestados.
El incidente fue totalmente ignorado por los medios oficiales pero dio motivo a notas en la prensa católica, que además se quejaba del tratamiento respetuoso que los medios oficialistas de difusión daban a ese culto.

### El Congreso Eucarístico de Rosario de 1950
Para el Congreso Eucarístico a realizarse en la ciudad de Rosario en octubre de 1950 -pocos días después del acto espiritista del Luna Park- la Iglesia encontró poca colaboración del gobierno, al punto tal que los esposos Perón tomaron vacaciones en la semana en la que llegaba el legado papal, monseñor Ruffini, que fue recibido por funcionarios menores. La prensa oficialista, por otra parte, trataba el tema con discreción y los ministros que habían tenido un papel destacado en el Congreso Mariano recibieron órdenes del jefe de protocolo de no participar en la organización de la reunión.
Las instrucciones enviadas por la Nunciatura acerca del protocolo que debía seguirse en la recepción al enviado papal molestaron a Perón, quien solo a último momento decidió hablar ante el Congreso y su mensaje no omitió la crítica:

"Es muy fácil someterse a los dictados de una religión si en ellos hemos de cumplir satisfactoriamente sólo las formas pero es difícil una religión cuando uno trata de cumplimentar el fondo. (...) No es un buen cristiano aquel que va todos los domingos a misa y hace cumplidamente todos los esfuerzos para satisfacer las disposiciones formales de la religión. Es mal cristiano cuando, haciendo todo eso, paga mal a quien le sirve y especula con el hambre de los obreros de sus fábricas para acumular unos pesos al final del ejercicio"

### El nuevo discurso peronista
A estas alturas Perón no se privaba de proclamar en qué consistía el cristianismo verdadero y era así que decía:

"Nosotros (los peronistas) no solamente hemos admirado y admiramos la liturgia y los ritos católicos sino que admiramos y tratamos de cumplir esta doctrina ( ... ) Por eso, compañeros, el peronismo, que quizás a veces no respete las formas pero que trata de cumplir el fondo, es una manera efectiva, real y honrada de hacer el cristianismo. ( ... ) Queremos ser cristianos en nuestras obras y no por la ropa que nos ponemos ni por los actos formales que realizamos, y también por ello, compañeros, nos hemos puesto a la obra de difundir nuestra doctrina".

Perón no se presentaba ya como el continuador de la fe católica sino como quien rescataba los verdaderos valores religiosos que habían quedado desdibujados por las prácticas con errores o vicios. Este cambio ha sido interpretado por Lila M. Caimari como el resultado de la irritación que le producía que el Episcopado no tomara medidas contra los adversarios del peronismo que, si bien eran una minoría claramente marginada por la Iglesia, encontraban dentro del mundo católico cada vez más espacio y visibilidad. El Presidente consideraba que dados los enormes beneficios que hacía a la Iglesia merecía que ella le formulara un apoyo explícito tal como lo habían hecho otras muchas instituciones.

### La Fundación Eva Perón
La ayuda a los pobres era un campo tradicionalmente reservado a los sectores más ricos de la sociedad y en el que la Iglesia tenía una gran influencia. Su expresión más típica era la Sociedad de Beneficencia de la Capital que tenía a su cargo diversas instituciones educativas y de salud pública tales como la maternidad Peralta Ramos que funcionaba en el Hospital Rivadavia, el Hospital de Niños y el Hospital Oftalmológico Santa Lucía. Ya durante el gobierno militar precedente el Estado había comenzado su avance en ese campo al crear por decreto del 21 de octubre de 1945 la Dirección Nacional de Salud Pública y Asistencia Social que tenía a su cargo todas las instituciones de asistencia pública (incluida la Sociedad). Luego que Perón llega al gobierno la Sociedad fue primero intervenida y luego disuelta.
A partir de julio de 1946 Eva Perón comenzó a concurrir tres veces por semana a una oficina habilitada para ella en el edificio de Correos cuyo director era su cuñado Oscar Nicolini donde atendía a numerosas personas que le llevaban sus problemas pidiéndole que los solucione. Luego pasó a realizar la misma tarea en el edificio donde anteriormente había funcionado el Concejo Deliberante de la ciudad de Buenos Aires, un organismo que en esa época estaba suprimido. Sus tareas en el área fueron cada vez más intensas hasta que finalmente el 8 de julio de 1948 se creó la Fundación Eva Perón que se sostenía con aportes voluntarios y obligatorios estos últimos impuestos por leyes nacionales sobre los jornales de los obreros argentinos dos veces al año, así como donaciones de empresas privadas casi como requisito para funcionar sin problemas con el gobierno peronista. También recibía fondos del Estado y utilizaba inmuebles, personal y medios de transporte del mismo.
Si bien sacerdotes y monjas estaban presentes en los establecimientos de la Fundación -su Director Espiritual era el padre Hernán Benítez y estaban contratados sacerdotes para dar misas y religiosas para prestar servicios- la Iglesia como institución fue siendo desplazada del ámbito de las obras de caridad. Desde el peronismo se señalaba además una diferencia fundamental entre su labor y aquella que se había realizado hasta entonces. En La razón de mi vida escribía Eva Perón que su obra:

"...no es filantropía, no es limosna, ni es solidaridad social, ni es beneficencia. Ni siquiera es ayuda social, aunque por darle un nombre aproximado yo le he puesto ese. Para mí, es estrictamente justicia. Lo que más me indignaba al principio de la ayuda social, era que me la calificaran de limosna o beneficencia. Porque la limosna para mí fue siempre un placer de los ricos. Y para eso, para que la limosna fuese aún más miserable y más cruel, inventaron la beneficencia y así añadieron al placer perverso de la limosna el placer de divertirse alegremente con el pretexto del hambre de los pobres. La limosna y la beneficencia son para mí ostentación de riqueza y de poder para humillar a los humildes. Y muchas veces todavía, en el colmo de la hipocresía, los ricos y los poderosos decían que eso era caridad porque daban -eso creían ellos- por amor a Dios. ¡ Yo creo que Dios muchas veces se ha avergonzado de lo que los pobres recibían en su nombre ! Mi obra no quiere ser de esa caridad. Yo nunca dije, ni diré jamás, que doy nada en nombre de Dios. Lo único que puedo dar en nombre de Dios es lo que deja alegres y contentos a los humildes; no lo que se da por compromiso ni por placer sino lo que se da por amor."

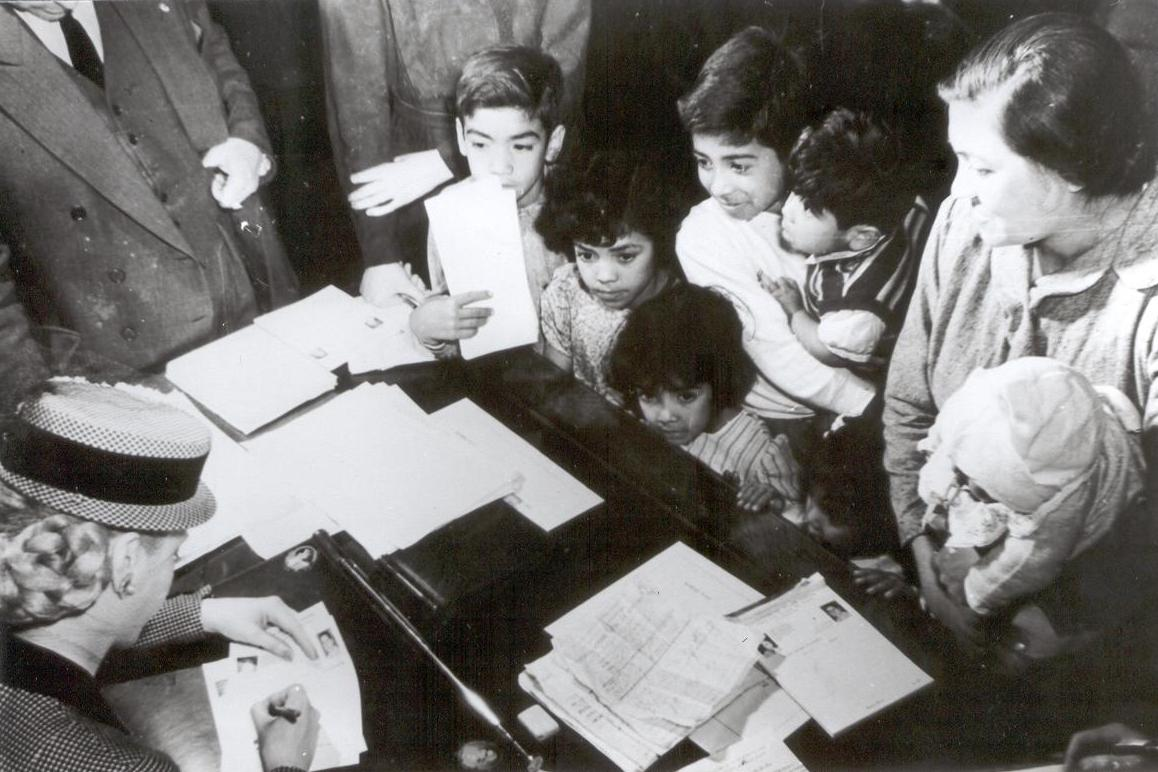
Eva Perón atendiendo personas necesitadas en la Fundación.

La Fundación resultó así uno de los espacios en los cuales la Iglesia, o más exactamente los sectores tradicionales de ella, debieron sentirse heridos no solamente por su desplazamiento de uno de sus roles más reconocidos, sino además porque ello se hacía dándole un orientación ideológica que implicaba una clara crítica a la forma en que se había desenvuelto hasta entonces la beneficencia.

### La imagen de Eva Perón
Lila Caimari dice que "las connotaciones religiosas de la imagen de Evita son señalados por la gran mayoría de los autores que han estudiado su vida, lo cual da pruebas de la amplitud del fenómeno....Evita adquirió una dimensión casi mesiánica de redentora social" Esa imagen de "santa" tenía elementos cambiantes y la tensión entre sumisión y combatividad que marcó el conjunto de su imagen, incluyó a las connotaciones religiosas que la acompañaron.
La renuncia a su candidatura a la vicepresidencia de la Nación que le había ofrecido la C.G.T., producida el 22 de agosto de 1951, presentada no como el fruto de presiones políticas sino como un nuevo sacrificio de Evita, provocó una ola de homenajes sin precedentes. Se dio su nombre a calles, establecimientos públicos, estaciones de ferrocarril, etc. y el Congreso la designó como "Jefa Espiritual de la Nación". Los legisladores competían en la búsqueda de nuevas expresiones de alabanza que no rehuían las connotaciones religiosas y así decían frases sobre "la esencia semidivina de Eva Perón", "la inmortalidad de la vida y la obra de Eva Perón" y "el nombre sagrado de Eva Perón". El conjunto del aparato peronista parecía lanzado a una verdadera canonización laica.
Al trascender la enfermedad que padecía Evita se desató una ola de religiosidad popular. Se hacían misas y peregrinaciones impetrando por su salud a las que, incluso, acudían maestros con sus alumnos. Cuando su fin estaba cercano la C.G.T. organizó una misa masiva que fue oficiada por los sacerdotes peronistas Virgilio Filippo y Hernán Benítez, en cuyo transcurso este último después de afirmar que ella caía víctima del ejercicio de la caridad trazó un claro paralelo con la figura de Cristo diciendo:

"La redención del hombre le exigió a Cristo la inmolación en la cruz. Nuestro movimiento peronista, hasta ahora, se había hecho sin dolor, aunque no con poco esfuerzo. Nos faltaban mártires, nos faltaban héroes, quienes con sacrificio propio fabricaran y aseguraran la felicidad ajena."

El fallecimiento de Eva Perón el 26 de julio de 1952 provocó conmoción y dolor en vastos sectores de la población, durante dos semanas miles de personas hicieron filas durante horas para pasar un instante junto a su féretro ubicado en el Congreso de la Nación en tanto se sucedían las misas, oraciones y homenajes y en muchos casos se alzaban altares en los que aparecía la fotografía de Evita. Algunos autores ven en esos episodios la simiente de un culto herético en tanto para otros no eran más que manifestaciones propias de la fuerte religiosidad popular tradicional que ya se había expresado en casos anteriores ya sean no pertenecientes al ámbito de la Iglesia como los de la Madre María o la Difunta Correa o reconocidos por ella como los de Ceferino Namuncurá o San Cayetano.
En los nuevos libros de texto para 1953 las referencias a Evita no eran uniformes. En muchos de ellos las evocaciones contenían elogios extraordinarios, sobre todo respecto de su obra social, pero ningún elemento sobrenatural o sea que se utilizaba el mismo punto de vista que respecto de los próceres tradicionales o del propio Perón. En otros textos las expresiones eran más ambiguas -sobre todo para los niños a los que estaban destinados- al referirse a ella como "hada buena", "rosa", "estrella", "reina".
Todas esas manifestaciones podían perfectamente encuadrar en la expresión de los sentimientos que ocasionaba la desaparición de una persona que se había sacrificado por su pueblo y que era homenajeada por él sin que ello contrariara la ortodoxia de la Iglesia. Otro tema era que la organización de las oraciones masivas en las calles y las innumerables peregrinaciones a santuarios no partía de la Iglesia oficial sino que prescindiendo de sus autoridades era realizada por sacerdotes peronistas disociados de la jerarquía. "El papel pastoral de esta Iglesia parecía amenazado, y su monopolio de la movilización religiosa masiva seriamente cuestionado."

### Los evangélicos
En 1949 los evangélicos realizaron en Buenos Aires la primera conferencia evangélica latinoamericana. El protestantismo pasaba por un momento especial en la región donde se estaban expandiendo los pentecostales cuya acción pastoral se diferenciaba de la de los tradicionales metodistas, presbiterianos y bautistas en que buscaba acercarse a los sectores más populares, fomentaba la libre participación en sus "asambleas" o "comunidades" (así denominan a sus iglesias) y utilizaban como recursos la exaltación emotiva, los himnos, etc. Esta penetración, que fue particularmente exitosa en Chile, inquietaba a la Iglesia católica en mayor medida que la prédica de los otros cultos protestantes que hasta entonces se habían mantenido en sectores muy minoritarios y, en general, ligados a las comunidades extranjeras.
El gobierno peronista no dejó de percibir este fenómeno y no se abstuvo de acciones que podían considerarse que los alentaba. El 17 de marzo de 1954 la prensa cubrió ampliamente la entrevista en la cual Perón recibió en su despacho a los pastores pentecostales Hicks y Arvizu, provocando la irritación de la Iglesia que aumentó todavía más cuando los mismos realizaron -autorización oficial mediante- una serie de actos en el estadio de Atlanta a los que asistían multitudes para ver los "milagros" que producían. Las versiones sobre curaciones de enfermos, los inválidos que abandonaban sus muletas, los ciegos que comenzaban a ver, etc. comenzaron a difundirse con lo cual aumentaba la popularidad de los pastores y la ira de la Iglesia.
La asociación que reunía a los médicos católicos criticó duramente la falta de control científico y la Iglesia católica a través de su prensa acusó a los pastores de provocar confusión religiosa en las mentes "simples" para alejarlos del verdadero cristianismo. Cuando el pastor Hicks organizó una gira por el interior del país, el obispo Di Pasquo de San Luis ya no solo protestaba contra ellos sino que además recordaba a las autoridades el deber de proteger el catolicismo.

### La Liga de Estudiantes Humanistas
En 1950 el peronismo con la finalidad de debilitar a la oposición en la universidad creó la Confederación General Universitaria que no obstante las ventajas materiales que ofrecía captó un interés limitado.
En diciembre de ese año un grupo de estudiantes católicos demócratas creó la Liga de Estudiantes Humanistas inspirada en las enseñanzas de Maritain y en contra de los deseos de la jerarquía eclesiástica hicieron público su apoyo a un proyecto de sociedad pluralista y democrática así como su solidaridad con la FUA que en ese momento estaba en conflicto con el gobierno.

### La Unión de Estudiantes Secundarios

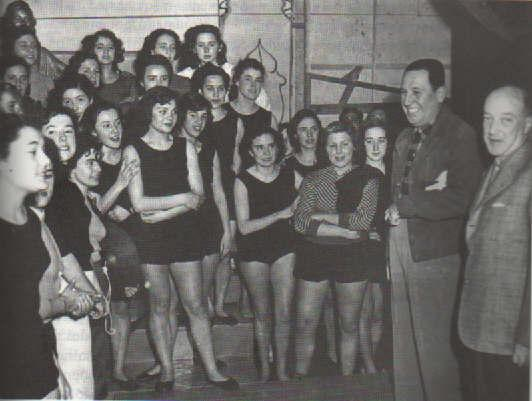
El presidente Perón con integrantes de la UES.

En 1953 el ministro de Educación Armando Méndez San Martín le presentó a Perón el proyecto para crear la Unión de Estudiantes Secundarios con la intención, según la colaboradora inmediata del ministro, de proporcionar interés al Presidente, quien acababa de perder a su esposa.
Según el proyecto la nueva organización tendría dos ramas -la femenina y la masculina- y dos sedes deportivas: una de ellas en un predio ya existente y otra a construir. Según María Vassallo cuando Perón recibió el proyecto dijo en broma que mientras tanto podía utilizarse la residencia presidencial de verano ubicada en la localidad de Olivos cercana a Buenos Aires, agregando en el mismo tono "la rama femenina, claro", lo cual fue tomado textualmente por el ministro. En poco tiempo se acondicionó un sector de la residencia de Olivos para que las estudiantes practicaran deportes en tanto la rama masculina disponía de un predio deportivo del Estado en el barrio porteño de Núñez.
Las actividades de la UES en la residencia de Olivos generaron en forma inmediata rumores maliciosos, sobre todo entre los opositores, que luego de la caída de Perón fueron negadas por quienes habían pertenecido a la organización.

## El conflicto de Perón y la Iglesia católica

### Inicio del conflicto
En los últimos meses de 1954 se produjeron algunos hechos que mostraban un cambio en las relaciones, hasta ese momento aparentemente normales, entre la Iglesia católica y el gobierno peronista y un proceso de deterioro de las mismas que se fue agravando con el tiempo. En su discurso del 17 de octubre de 1954 Perón hizo una enumeración de los que consideraba enemigos emboscados del gobierno, integrados por una parte por los apolíticos y por la otra por los disfrazados de peronistas, expresión esta última que al parecer aludía al clero. Algunos sacerdotes se consideraron aludidos por esas manifestaciones y comenzaron a criticar al gobierno desde el púlpito.El 6 de noviembre el diario La Prensa'publicó una nota con el título de Inquisición no es cristianismo.

También el gobierno  de Juan Domingo Perón premió la actividad social y educativa desplegada por monseñor De Carlo con una ceremonia en que le entregó un pectoral y pronunció un discurso destacando sus años de labor en abril de 1948.

El 1 de noviembre la Iglesia hizo leer en los templos una carta pastoral criticando al espiritismo. 
El 10 de noviembre en una reunión de funcionarios, gobernadores, legisladores y sindicalistas convocada en la quinta de Olivos, Perón pronunció un discurso trasmitido por cadena radial y reproducido al día siguiente por la prensa. Refirió su preocupación por "ciertas acciones que desarrollan organizaciones católicas" y aludiendo a una reunión que había mantenido con autoridades eclesiásticas el 22 de octubre afirmó que ellas se había comprometido a tomar las sanciones que correspondieran contra aquellos sacerdotes que "han dejado de cumplir con su deber de argentinos y su deber de sacerdotes", lo cual era incierto porque no habían asumido compromiso alguno.
Félix Luna da importancia singular a este discurso al que califica de "trágico error político" para el que no encuentra explicación razonable. A partir de allí el conflicto va subiendo en intensidad: desde el peronismo, incluyendo detención de sacerdotes, y los periódicos controlados por el gobierno se emiten declaraciones y comentarios adversos al clero que eran respondidos con ataques desde algunos púlpitos en tanto la jerarquía católica representada por el cardenal Copello buscaba contemporizar con el gobierno.[cita requerida] Diferentes leyes como la regulación de la prostitución estableciendo medidas de profilaxis. y la ley de igualdad jurídica de los hijos legítimos e “ilegítimos” (nacidos fuera del matrimonio), el fin de la enseñanza religiosa obligatoria en escuelas estatales causaron rechazo de la jerarquía católica . la entrevista de Perón en su despacho con los pastores pentecostales Hicks y Arvizu, había provocando la irritación de la Iglesia en 1954.
El 22 de noviembre la Iglesia dio a conocer una carta pastoral y una carta abierta dirigida a Perón suscriptas por todos los obispos; en ella decían que los sacerdotes no debían participar en actividades políticas pero que si actuaban en defensa de los principios de la doctrina católica no realizaban oposición política sino defensa del Altar. Agregaban que solicitaban ser informados de los cargos concretos que existieran contra sacerdotes.
El 25 de noviembre Perón habló en un acto convocado en el Luna Park. Tanto el vicepresidente Tessaire como la presidenta del Partido Peronista Femenino que hablaron previamente tuvieron fuertes expresiones contra el clero que se correspondían con las leyendas de las pancartas del público. Perón, por el contrario, dio un discurso conciliador, pidió que se fueran tranquilos a sus casas y consideró que el problema estaba terminado. Así lo creyeron muchos en Argentina.

### Ofensiva legislativa de diciembre de 1954
Una semana después del acto del Luna Park el gobierno comenzó a realizar modificaciones relativas a cuestiones a las cuales la Iglesia era particularmente sensible. El 2 de diciembre eliminó por decreto la Dirección de Enseñanza Religiosa en el Ministerio de Educación, y se dejó cesante a todos los profesores de esa materia. El 8 de diciembre negó el permiso para que el acto de clausura del Año mariano se realizase en la Plaza de Mayo, dejándolo confinado a la Catedral Metropolitana; asistió, sin embargo, público en tal cantidad que debió seguir la ceremonia desde la calle. Al día siguiente los diarios oficialistas titularon con la llegada del púgil Pascual Pérez a la Argentina. El periódico de orientación católica El Pueblo publicó grandes fotografías de la multitud frente a la Catedral y fue clausurado tres días después, tras la detención de su director.
El 13 de diciembre la Cámara de Diputados comenzó a tratar en sesiones extraordinarias una modificación del Código Civil relativa principalmente al régimen de menores y al de la ausencia con presunción de fallecimiento y, en forma sorpresiva, agregó una reforma por medio de la cual se autorizaba el divorcio vincular con el cual los divorciados quedaban habilitados para volver a casarse. La oposición radical quedó desubicada porque estaba de acuerdo con la ley -de hecho en 1949 había presentado un proyecto similar- pero no concordaba con el procedimiento de hacer la modificación sin anuncio previo, por lo que se retiró del recinto. El proyecto se aprobó ese día y poco después lo sancionaba el Senado convirtiéndolo en ley. El 20 de diciembre Perón firmó un decreto autorizando la apertura de establecimientos donde se ejercía la prostitución, que habían estado prohibidos desde 1936, y al día siguiente la Cámara de Diputados reglamentó el derecho de reunión y prohibió las manifestaciones religiosas en los lugares públicos. Además, la municipalidad de Buenos Aires, entonces controlada por el presidente de forma directa, prohibió a los comerciantes exponer pesebres u otras figuras religiosas en conmemoración de la Navidad.

### Formación delPartido Demócrata Cristiano de la Argentina
Por iniciativa de José Leopoldo Pérez Gaudio, director de la revista Polémica, convocó en la ciudad Rosario los días 8, 9 y 10 de julio de 1954 a figuras cercanas al cristianismo. De esa reunión surgió la "Junta Promotora Nacional de Partidos Políticos Provinciales de Inspiración Demócrata Cristiana",  el paso más decisivo para la fundación del Partido Demócrata Cristiano, y esta Junta desde el momento que empieza a ejercer sus funciones toma el carácter de cuerpo directivo de una agrupación política. Cabe aclarar que para esta decisión los democristianos no solamente no recibieron ayuda alguna de la Iglesia sino que además la jerarquía, con excepción de monseñor Miguel de Andrea -a quien se tenía por opositor al gobierno-, miraba con desconfianza y recelo a este grupo muy minoritario entre los católicos.Algunos historiadores veían en ella la continuación de la Liga Social Argentina, grupo de tendencias fascistas, cuyo objetivo había Sido luchar contra el modernismo y las tendencias que consideraban subversivas. En la Liga tenían activa participación Alejandro Bunge y Atilio Dell'Oro Maini, que serían ministros durante la dictadura de Aramburu, cuyos enemigos definidos por sus órganos de prensa La Unión eran los judíos, los liberales y los masones 

### Agitación estudiantil
En forma paralela a estos sucesos se estaba desarrollando un conflicto universitario que se había iniciado cuando el 5 de octubre de 1954 la policía había disuelto a bastonazos la ceremonia de entrega de diplomas a los egresados de Ingeniería. Hubo numerosas detenciones y comenzó una huelga general universitaria que unió a todos los sectores opositores al gobierno -que allí eran mayoría- e incluso a algunos que habían abandonado el peronismo por su conflicto con la Iglesia y solo terminó al liberarse los presos en marzo de 1955.
Por la misma épocas se multiplicaba el reparto de panfletos en los cuales la oposición al gobierno había encontrado una vía para expresarse al estarle vedado el acceso a la prensa y a la radio.

## El conflicto continúa en 1955
Las entrevistas de Perón y Copello del 22 y el 24 de febrero no solucionaron el enfrentamiento. El 22 de marzo de 1955 se suprimieron los feriados con fundamento religioso con excepción de Navidad y Viernes Santo, quedando este último como día no laborable. En mayo el Senado dejó sin efecto la exención de impuestos a las instituciones religiosas y en ese mismo mes en menos de una semana el Congreso aprobó convocar a una convención constituyente que tratara la reforma de la Constitución para separar la Iglesia del Estado.

### Reacciones de la Iglesia y de los católicos
Los católicos reclamaron ante el Ministerio de Educación por la supresión de la enseñanza de la religión argumentando que si la mayoría de los alumnos puesta a optar entre la materia "Religión" y la materia "Moral" elegía la primera, debía interpretarse como un signo de que eran partidarios de la enseñanza religiosa. Sobre la reforma constitucional la Comisión Permanente del Episcopado argentino emitió una declaración en la que distinguía tres tipos de separación entre la Iglesia y el Estado: la de poderes, la económica y la moral. Sobre este último aspecto afirmaba que en los pueblos católicos existen deberes mutuos entre la soberanía temporal y la espiritual y alertaba sobre la posibilidad de que los ciudadanos católicos pudieran encontrarse en la situación de optar entre la posición de la Iglesia y la del Estado.
En la Carta pastoral de Cuaresma que fue leída en las iglesias los obispos criticaban que:
- se prohibiera la realización de procesiones religiosas y concentraciones católicas en lugares públicos.
- se hubiera autorizado a los propagandistas de cultos disidentes, intentando llevar a los católicos a la apostasía de su verdadera fe.
- mientras se concedía a radiodifusoras hacer propaganda disidente, hubiera sido negada autorización a las audiciones católicas.
- se hubiera removido de sus puestos a funcionarios públicos por motivos religiosos.

En tanto en muchas iglesias se pronunciaban vigorosas arengas políticas desde el púlpito, se producían detenciones de sacerdotes con diferentes imputaciones. Así el cura Egidio Esparza de la iglesia de Santa Fe y Uriarte -frente a Plaza Italia- fue imputado de desacato al Presidente de la Nación, Miguel F. Fox de la localidad de Alberti lo fue por delitos contra la seguridad pública y al cura Carmelo Bruno le imputaron distribuir panfletos subversivos.
En Buenos Aires hubo choques entre una manifestación católica y conductores de tranvías y en Córdoba también hubo manifestaciones y reparto de volantes. Al mismo tiempo en un reportaje Perón decía que el conflicto era entre una parte del clero que quería formar asociaciones de profesionales católicos y las asociaciones ya existentes.
Paralelamente empezaron a aparecer en los diarios, especialmente en  Democracia y Crítica que eran propiedad del Estado, noticias acerca de fraudes cometidos en instituciones religiosas, así como notas sobre la Iglesia, algunas de ellas con críticas y otras citando nombres de curas que no compartían el pensamiento adverso al peronismo. Tres sacerdotes de la Iglesia de la Medalla Milagrosa y diez civiles fueron detenidos acusados de distribuir un panfleto denominado "Carta abierta al Gral. Perón y al pueblo" que imprimían en un mimeógrafo escondido en la Iglesia en tanto otros sacerdotes fueron detenidos en distintas provincias.
Es posible que algunas de esas medidas legislativas como el divorcio, la supresión de la enseñanza religiosa en las escuelas públicas o la separación de la Iglesia y el Estado fueran opinables pero, en todo caso, podían verse simplemente como una política liberal que ya se aplicaba en otros países, sin embargo, al ser tomadas con apresuramiento sin permitir su debate público y en el contexto del conflicto,  era imposible dejar de interpretarlas con una intencionalidad de atacar a la Iglesia y, por extensión, a los católicos.

### El conflicto sigue creciendo
Ninguna autoridad nacional concurrió al Tedeum oficiado en la Catedral el 25 de mayo a pesar de que la asistencia del Presidente de la Nación y altas autoridades era una tradición que había sido observada por el propio Perón hasta el año anterior, lo que da idea del clima de tensión que se vivía. El 29 de mayo se leyó en todas las iglesias de Buenos Aires una declaración señalando la obligación de todo católico de creer que la Iglesia es una institución de inspiración divina y de acatar la autoridad del Papa.
Como se acercaba el jueves 9 de junio en que se celebraba la fiesta de Corpus Christi, la Iglesia en la esperanza de conseguir mayor número de concurrentes resolvió postergar la celebración para el sábado 11. Inmediatamente el gobierno dio un comunicado señalando que las autorizaciones para hacer las procesiones habían sido concedidas para el día 9 lo que no impidió que la concurrencia al acto religioso, estimada en unas 200.000 personas colmara la Catedral y ocupara la Plaza de Mayo adyacente.
El vicario general y obispo auxiliar monseñor Manuel Tato, se dirigió a la concurrencia desde el púlpito y monseñor Antonio Rocca estuvo presente en ausencia del cardenal Santiago Luis Copello. Posteriormente los dos sacerdotes aparecieron en el balcón y fueron aclamados por la multitud que a continuación formó una manifestación que se encaminó por la Avenida de Mayo hacia el Congreso Nacional. Desde ella hubo pedrea contra los diarios oficialistas La Prensa, Época, Democracia y El Laborista ubicados en su camino. Al llegar al Congreso arriaron la bandera nacional y la reemplazaron por la enseña de la Ciudad del Vaticano, apedrearon el edificio y arrancaron al grito de ¡Muera Eva Perón! dos placas de bronce colocadas en el frente.
El 14 de junio un decreto exoneró a Tato de sus cargos de provisor y vicario general, obispo auxiliar y canónigo dignidad y a monseñor Ramón Pablo Novoa, que había estado presente cuando el gobierno prohibió la manifestación del 11 de junio, del cargo de Canónigo diácono y el 15 de junio se los puso en un vuelo hacia Roma obligados a dejar el país a pesar de ser argentinos. En el aeropuerto se los fotografió al lado de varias valijas para dar la impresión de que su viaje era voluntario pese a que se iban con lo puesto. En forma inmediata la Santa Sede dispuso la excomunión de los responsables del hecho -sin indicar sus nombres- pero la noticia no se publicó en la prensa argentina.

### Acusación por la quema de una bandera
El mismo día 11 el gobierno acusó a los manifestantes, además de por los daños, de haber quemado una bandera argentina y se abrió una investigación judicial. Al día siguiente se repitieron los disturbios en la zona céntrica y en las cercanías de la Catedral, registrándose muchas detenciones. Una investigación en el Consejo Supremo de las Fuerzas Armadas obtuvo el testimonio de integrantes de la Policía Federal que imputaban del hecho a sus propios compañeros por lo cual el organismo solicitó a Perón la separación del jefe de policía y la detención del ministro del Interior Ángel Borlenghi pero al día siguiente de esa comunicación Borlenghi salió del país. Ya depuesto el gobierno el propio contraalmirante Alberto Tessaire -vicepresidente al tiempo del hecho- afirmó que la acción se había ejecutado no solo con la autorización de Perón sino bajo su inspiración.

### El 16 de junio de 1955

#### Levantamiento cívico-militar y bombardeo de Plaza de Mayo

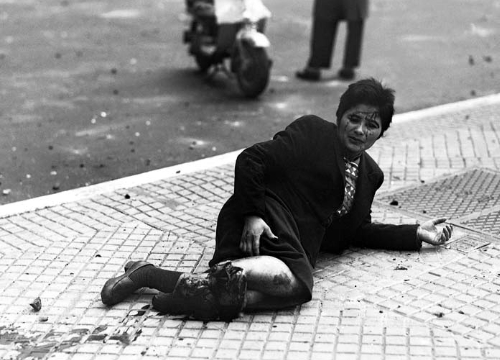
Mujer herida por el ataque de los aviones.

El 16 de junio de 1955 se produjo un intento de golpe de Estado en el transcurso del cual aviones rebeldes con el símbolo de una cruz y una v, con la leyenda Cristo Vence, pertenecientes a la Marina arrojaron bombas, principalmente sobre la Plaza de Mayo, en tanto fuerzas de tierra atacaban la Casa de Gobierno, resultando de los hechos más de 200 muertos y alrededor de 800 heridos, la mayoría de ellos civiles.

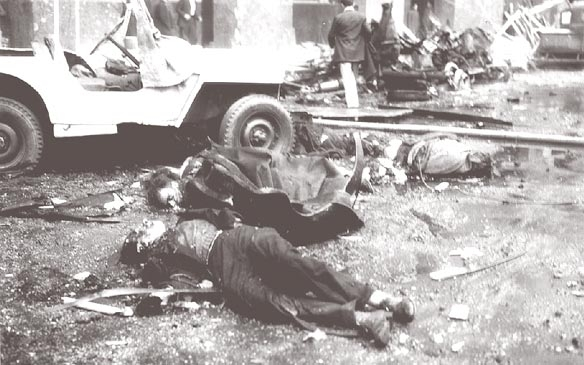
Víctimas del bombardeo del 16-6-55.

#### Quema de iglesias
La noche del bombardeo grupos de personas atacaron y produjeron destrozos en diversos locales de la Iglesia mientras la policía y los bomberos se abstenían de intervenir. Algunos de ellos fueron la Curia Eclesiástica ubicada a dos cuadras escasas de la Casa Rosada que fue saqueada y se destrozaron todos los muebles y objetos de valor antes de incendiarla, la Catedral Metropolitana, donde penetraron por la fuerza causando destrozos pero no se atrevieron a incendiarla, el Convento de San Francisco, también a dos cuadras de la Casa Rosada, en la que no dejaron habitación, imagen ni altar en pie y luego prendieron fuego a los restos. Otras iglesias dañadas fueron la de Santo Domingo de Guzmán, San Francisco de Asís, San Ignacio de Loyola, Nuestra Señora de la Piedad del Monte Calvario, San Miguel Arcángel, Nuestra Señora de las Victorias, Nuestra Señora del Perpetuo Socorro, San Nicolás de Bari y San Juan Bautista.

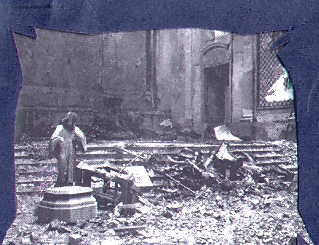
Incendio del edificio de la Curia Metropolitana del 16-6-55.

Un informe posterior del gobierno determinó que esa noche hubo tres grupos organizados de personas que partiendo del Ministerio de Salud Pública, del Servicio de Informaciones y del local del Partido Peronista se dirigieron separadamente a las iglesias atacadas. Este último grupo, integrado por unas 65 personas, fue el que inició el ataque a la Curia y la Catedral y habría estado bajo la responsabilidad del vicepresidente Tessaire. El grupo que salió del Ministerio de Salud Pública atacó las iglesias de Santo Domingo, San Ignacio, San Francisco y La Merced y el proveniente del Servicio de Informaciones se dirigió a San Nicolás y el Socorro.
Daniel Cichero opinó que "el ataque a los templos católicos sin dudas formó parte de la dinámica de la jornada. Y se constituyó, por sí mismo, en un argumento (casi en un símbolo) que sirvió decididamente a la construcción de la legitimidad del antiperonismo y en justificación para la continuidad de la acción violenta contra el gobierno agregando que "toda la secuencia previa había estado envuelta en el conflicto con la Iglesia. Y aunque la organización del bombardeo corrió por otros carriles y fue protagonizado por oficiales ajenos a la formación católica, la reacción se dirigió directamente contra ella"
Por su parte el historiador estadounidense Joseph A. Page señaló que "el impacto psicológico de las iglesias carbonizadas fue tremendo para aquellos católicos que aun tenían memoria de las atrocidades de la Guerra Civil española"

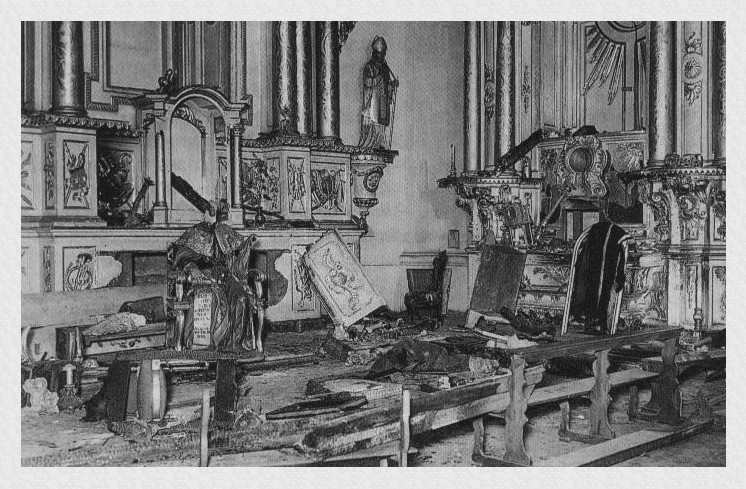
Iglesia de San Ignacio incendiada el 16-6-55.

### Después del 16 de junio de 1955
Luego de la jornada del 16 de junio cesó bruscamente la campaña anticatólica aunque seguía el enfrentamiento. Perón produjo un relevo de autoridades y dejaron sus cargos entre otros, el ministro de Educación Armando Méndez San Martín, el secretario de Prensa y Difusión Raúl Apold y el secretario general de la C.G.T.
El 24 de junio se sancionó la ley 14.414 para reparación de inmuebles afectados pero la mayoría de los responsables de las iglesias dañadas rechazaron la intervención oficial y decidieron que los arreglos serían realizados por la Iglesia con la ayuda de la comunidad.
El 5 de julio Perón hizo por la cadena de radioemisoras un llamamiento público a la conciliación y la Iglesia le respondió el 13 de julio con la carta pastoral "Nuestra contribución a la paz de la Patria". Utilizando citas de discursos de Perón y otros funcionarios, la Iglesia luego de reseñar las desinteligencias habidas con el gobierno en el último tiempo afirmaba que había un intento de crear un "cristianismo auténtico" para sustituir a la Iglesia católica, por lo cual se había comenzado a injuriarla y atacarla con el fin de subordinarla. Después de señalar que eso era un atentado contra la patria de innegable mayoría católica reclamaba que se restablecieran las libertades públicas, en especial las de reunión, de prensa y de radio así como el amparo a los derechos y libertades legítimas religiosas.
Perón acusó el golpe y el 15 de julio al recibir a legisladores del partido hizo un extenso discurso en el que manifestó que las restricciones a las libertades se habían realizado en la medida que era indispensable, reivindicó los logros obtenidos por el gobierno y finalizó declarando que dejaba "de ser el jefe de una revolución para pasar a ser el Presidente de todos los argentinos, amigos o adversarios".
Los partidos políticos opositores reclamaron el uso de la radio y se les permitió que sus presidentes a razón de uno por semana leyeran por Radio Belgrano un discurso que primero debían presentar por escrito y que sería contestado también por radio unos días después por el peronismo. Al representante del Partido Socialista no se le permitió hablar porque al final de su discurso solicitaba que Perón renunciara, pero el texto igualmente circuló en forma clandestina. El 19 de agosto antes que terminara la ronda de discursos el Dr. Alejandro Leloir presidente del Consejo Superior del Partido Peronista manifestó en un acto que finalizaba la tregua y que el partido saldría a la calle.
El 31 de agosto Perón envió una carta a la C.G.T. anunciando su renuncia al cargo, por lo que esa organización declaró una huelga general y convocó a una concentración en la Plaza de Mayo. Allí en horas de la noche ante unas 30.000 personas Perón hizo un violento discurso en el que afirmó que los opositores habían rechazado la paz que les había ofrecido por lo cual en adelante respondería a la violencia con la violencia. El 16 de septiembre estallaba un golpe militar que le obligaría a dejar el gobierno y salir del país.

## Análisis de la crisis

### Interrogantes que plantea el conflicto
Quienes han estudiado este período coinciden en que el conflicto tuvo una importancia grande -y para algunos decisiva- en la caída posterior de Perón. El historiador Potash se pregunta: 

¿Qué había sucedido? ¿Por qué el dirigente de un movimiento popular que en fecha tan cercana como abril de 1954 había demostrado poseer un dominio casi absoluto sobre el electorado se veía ahora incapaz de detener la erosión de su poder?

### Funcionarios que pudieron influir en Perón
Hay autores que afirman que funcionarios cercanos a Perón tuvieron influencia en sus acciones contra la Iglesia, mencionando en especial al ministro de Educación Méndez San Martín, del vicepresidente Tessaire y del ministro de Interior Borlenghi. La ideología anticlerical de Méndez San Martín era conocida y por haber sido el mentor de la UES tenía un interés personal directo en responder a las críticas que se hacían. Tessaire -de quien algunos decían que era masón- alentó el enfrentamiento y menospreciaba el poder de la Iglesia. En cambio Borlenghi -que era católico y no judío como algunos creían- cuya experiencia política era indiscutible pues no solo había ocupado su ministerio desde el primer gabinete sino que lo había precedido con una larga militancia como dirigente socialista y sindical, estuvo siempre en favor de una conciliación. Lila Caimari observa que la tesis de "las malas influencias" fue elaborada tanto por los peronistas que querían exculpar a su líder como por los que querían favorecer a la Iglesia y justificar la conducta complaciente que había tenido hasta entonces con el gobierno.

### La jerarquía eclesiástica
La actitud de la jerarquía eclesiástica no era uniforme. En su posición pro peronista Copello era acompañado por otros obispos como monseñor Ferreyra Reinafé de La Rioja y monseñor Antonio Caggiano, arzobispo de Rosario, en tanto se ubicaban en un papel crítico monseñor Nicolás Fasolino de Santa Fe y monseñor Fermín Emilio Lafitte arzobispo de Córdoba.
Algunos integrantes de la jerarquía eclesiástica, además de no pocos sacerdotes y de laicos pertenecientes a las organizaciones católicas, criticaban fuertemente la política de Copello estimándola demasiado complaciente con el gobierno. En algunas provincias la colaboración de las autoridades eclesiásticas con esas organizaciones hizo que estas últimas adquirieran mayor visibilidad y fueran percibidas desde el gobierno como competidoras; tal el caso de Córdoba donde la celebración de la fiesta del estudiante en 1954 organizada por los jóvenes católicos reunió mucho más público que la realizada por la UES y una semana después Perón en un discurso denunció la infiltración católica en las organizaciones peronistas.

### Naturaleza del conflicto
La mayor parte de los historiadores coinciden en que el conflicto fue de índole estrictamente política con exclusión de toda connotación religiosa y el mismo Perón así lo había expresado, de modo que la religión fue solo un enmascaramiento de la causa real. Esto se puso en evidencia en la manifestación de Corpus Christi, que contó con la participación de miles de adherentes a los partidos opositores que no concurrieron por solidaridad con la Iglesia sino por haber encontrado un canal para protestar contra el gobierno Un analista que tiene una visión diferente es Roberto Bosca, según el cual el conflicto proviene de la intromisión de Perón en el ámbito religioso.

### El conflicto como resultado de un supuesto intento de Perón de crear una iglesia nacional
El punto de vista de Roberto Bosca es que la Iglesia católica es por definición universal y cualquier discusión de este principio introduce el riesgo del cisma. A la universalidad se añade la ahistoricidad, dado que se trata de una Iglesia que se considera perfecta y se resiste a someterse al tiempo histórico, por lo demás profano. Por ello según la concepción de este autor el conflicto con el peronismo podría encontrar sus raíces en el propio Constantino y confundirse con cualquier otro en el que se haya disputado la autoridad de Roma en la Iglesia universal. Bosca afirma que Perón pretendía hacer una interpretación política del cristianismo, o sea, de manejarse con una versión justicialista del cristianismo distinta a la de la Iglesia católica, si bien basada en sus más puras raíces evangélicas.
Al concebir a la Iglesia como una entidad siempre igual a sí misma, el conflicto se vincula con la sempiterna vocación de los poderes seculares por invadir la esfera de los asuntos eclesiásticos, a riesgo de provocar un cisma. Desde esta visión la confrontación era inexorable, y si la Iglesia no tuvo una actitud hostil en los primeros años de Perón ello se debería a una siempre ahistórica –y escasamente explicativa– apelación a la caridad cristiana que le impediría adoptar tal actitud, aun en la adversidad.
Bosca relativiza las buenas relaciones en las cuales según la mayoría de los estudiosos comenzó el vínculo entre Perón y la Iglesia si bien reconoce que hubo muchos cristianos y parte de la jerarquía que coqueteó con Perón por entender que el peronismo tenía cosas valiosas. Afirma que ni siquiera el peronismo estaba tan identificado con el mensaje cristiano y que el mantenimento de la enseñanza religiosa en la escuela pública tenía como finalidad dominar la estructura eclesiástica.
En el discurso de Perón de abril de 1948 en el Episcopado en el homenaje a monseñor Nicolás de Carlo ve una intromisión de Perón en la doctrina de la Iglesia fruto de su pretensión de usar a la Iglesia como instrumento político al servicio del gobierno. No una iglesia cismática pero sí una iglesia que manteniendo incólume su estructura tradicional se encuentre subordinada al poder político. Resalta que en un documento emitido en junio de 1955 por todos los obispos del país habla de una pretensión por parte del gobierno de sustituir los contenidos cristianos tradicionales sostenidos por la Iglesia.
Para Bosca, Evita fue una adelantada de lo que luego se llamó la Teología de la Liberación, esto es, de una visión socialista del cristianismo. En definitiva, juzga que el conflicto con la Iglesia era inevitable porque estaba en la naturaleza de los hechos y agrega que el enfrentamiento se convirtió en el detonante de la caída de Perón, la gota que rebasó el vaso al agregarse a otros factores.
Miranda Lida critica la tesis de Bosca señalando que tanto su análisis de la iglesia como el del peronismo se realizan desde una concepción ahistórica y sin brindar mayores explicaciones.

### La romanización de la Iglesia como origen del enfrentamiento
Para Zanatta, desde la década de 1930 la Iglesia trató de revertir las consecuencias del proceso de secularización que trajo consigo el liberalismo, y un hito importante de ese proceso fue la celebración en la Argentina del Congreso Eucarístico Internacional de 1934 al que asistió como legado papal Monseñor Pacelli, el futuro Pío XII, lo que fortaleció los vínculos con la Santa Sede. En 1943 todo parecía indicar que la meta había sido alcanzada pero a medida que el peronismo se va consolidando quedará en peligro la propia autonomía de la Iglesia, cada vez más incapaz de guardar distancia con respecto al orden político. El autor asigna particular importancia a la reforma constitucional de 1949 y afirma que el Vaticano tenía la expectativa de que hiciera desaparecer el sistema de patronato por lo que el no verla satisfecha contribuyó decididamente a erosionar las relaciones entre Perón y la Iglesia católica.
Miranda Lida expone sus dudas sobre la tesis de Zanatta. En primer lugar señala que el Congreso de 1934 se realizó en el país en gran medida por el esfuerzo de laicos, especialmente de la destacada dama católica Adelia Harilaos de Olmos, al punto tal que la Santa Sede le concedió un título pontificio de nobleza, por entonces prestigioso. No era simplemente la relación entre el Estado argentino y la Santa Sede lo que estaba en juego en aquella ocasión; el prestigio que los laicos de familias distinguidas esperaban ganar para sí con tales obras no es menos significativo, pero no puede ser explicado mediante la tesis de la romanización. En segundo lugar, sostiene Lida, tampoco la romanización explica la radicalización del discurso católico en la década de 1930.
Esta autora se inclina más bien por considerar que el discurso católico restaurador adquirió creciente significación para la sociedad porque hacia fines de la década de 1930 se hallaba inmersa en un profundo proceso de transformación en el cual la polarización expresada en la fórmula "Dios o Lenin", daba pleno sentido al discurso católico y así, en 1943 ya no se podía ser indiferente ante el catolicismo: o se estaba a favor o se estaba en contra. Por eso, concluye, "cabe preguntarse si la tesis de la romanización no se convierte en una explicación que corre el peligro de sobredimensionar el papel desempeñado por la Santa Sede, a riesgo de perder de vista las transformaciones sociales y el sentido que el discurso –sea político, sea católico– adquiere en un determinado contexto".

### Tesis del viraje de la Iglesia
Otros estudiosos, cercanos al peronismo, ponen el acento en que pese a la buena relación de la Iglesia y el gobierno peronista habida hasta 1950 la competencia por el control de los mismos espacios sociales (la juventud, los obreros, la familia, la mujer) movió a la Iglesia a realizar un viraje que la llevó de la colaboración inicial al enfrentamiento directo en el cual opositores católicos y no católicos comprendieron que la identidad religiosa podía amalgamar a la oposición. Esto favoreció la caída de Perón pero la Iglesia debió pagar como precio el alejamiento de amplios sectores populares que optaron por el bando contrario.

### La competencia por espacios comunes
El historiador de izquierda Leonardo Paso opina que se trataba de una disputa de las masas; eventualmente heredar al peronismo ante su crisis y, en cierto sentido, una disputa entre el proyecto clerical y el del peronismo en lo que estos diferían: ambos rechazaban el comunismo y el liberalismo y hacían vagas promesas de reformas sociales pero el núcleo católico agregaba la defensa de las libertades ciudadanas que entonces era un reclamo general y que afectaba en forma concreta al clero. Si en su momento la Iglesia había mantenido silencio cuando el peronismo absorbió el sindicalismo, no estaba dispuesta a mantener la misma actitud en el campo de la juventud ni en el de las organizaciones gremiales de profesionales.

### Los conflictos existentes dentro de la Iglesia y del peronismo
Susana Bianchi afirma que la Iglesia aspiraba a transformar de raíz la sociedad en un sentido cristiano, contando para ello con las bases sentadas por el reordenamiento institucional impulsado por el arzobispo Copello en los años 30, que la convirtió en un actor social y político que ya no podrá ser pasado por alto. Se habían multiplicado las diócesis, reducidos los particularismos y sometidos a la férrea autoridad de Copello tanto el cuerpo eclesiástico como los laicos, de modo que se sentía fuerte en su proyecto y con poca disposición a hacer concesiones. Uno de los cambios fue el retorno a una forma medieval de liturgia bajo la forma del canto gregoriano, que habría contribuido a unificar y fundir en el anonimato la masa de fieles cantando al unísono y a resaltar por ende la solidez y el carácter jerárquico de la Iglesia. No fueron los fieles adscriptos a cada parroquia y a cada congregación, sino las grandes masas católicas, homogéneas e indiferenciadas, las que le dieron su tono al Congreso Eucarístico de 1934. Este tipo de prácticas se repetía en cada procesión y en cada peregrinación en el espacio público por lo que puede decirse que, más que en cualquier otra parte, allí se aprendía a salir a la calle, a marchar y cantar al unísono y cabe afirmar en ese punto que el peronismo y el catolicismo hablaban un mismo lenguaje de masas.
Para Susana Bianchi no es posible identificar un único punto de inflexión en la historia de la relación entre Perón y la Iglesia católica sino que hubo a lo largo del tiempo diversidad de sucesos que fueron acumulando tensiones producidas por el hecho de que ambos compartían el mismo afán por controlar bajo su órbita la totalidad de la vida social: la enseñanza, la familia, la beneficencia, las diversas expresiones culturales, las costumbres, las propias prácticas religiosas, lo que hacía inevitable los choques con un Estado cada vez más controlado por el gobierno peronista.
Desde muy temprano en la relación los actores de la institución eclesiástica comenzaron a percibir (y denunciar) los avances de un “estatismo” que recortaba sus posibilidades de acción, especialmente en los campos de la educación, familia y asistencia social e iban desvaneciendo sus esperanzas de colocar a la religión como el principio organizador del cuerpo social.
El catolicismo advertía su imposibilidad de modelar conductas, actitudes y valores y denunciaba al "hedonismo" como el "explosivo aniquilador de los vínculos sociales" que penetraba en la sociedad, y la Iglesia no solo se reconocía sin instrumentos para detenerlo sino que advertía que era impulsado desde el mismo Estado que pregonaba y alababa el "bienestar" alcanzado gracias a una política de redistribución de bienes materiales que implicaba una redistribución de bienes simbólicos que transformaba profundamente a la sociedad.
La Iglesia veía como obstáculo para la “catolización” de la sociedad a la aspiración del peronismo de constituirse en un conjunto de valores morales que asumían la forma de una peculiar religiosidad. El peronismo se presentaba como una “religión política”, con su propia sacralización y sus propias figuras para venerar. En síntesis, en el conflicto entre el peronismo y el catolicismo se dirimía la cuestión de la hegemonía y desde 1950, dado el carácter monolítico del peronismo y el estrechamiento de los canales opositores, la Iglesia se perfiló como un espacio –tal vez el único posible– de oposición y así las manifestaciones religiosas aprovechadas por sectores ajenos al culto para adherirse masivamente pronto fueron percibidas desde el ámbito estatal como manifestaciones antigubernamentales.
La forma y el momento en que estalló la crisis se explican por los conflictos internos por los que atravesaban tanto el peronismo como la Iglesia. Si el avance creciente del peronismo en la enseñanza, evidenciado en los libros de textos primarios y secundarios, había molestado a muchos padres de familia de clase media, la organización de la UES percibida cada vez más como elemento corruptor de la juventud había agravado tal sensación. Cada vez más amplios sectores del clero parecían desoír las apelaciones jerárquicas a la disciplina y las organizaciones de laicos –cuyo peso en las filas eclesiásticas argentinas siempre fue considerable– encontraban un terreno fértil para avanzar en sus aspiraciones de autonomía. La Acción Católica, sobre todo la sección de jóvenes varones que asumieron gran parte del protagonismo, inicialmente más que pretender atacar al peronismo trató de denunciar la inacción de las cúpulas eclesiásticas en la defensa de los "derechos de la Iglesia", pero su actuación les otorgó indudable visibilidad y las campañas de panfletos, la formación de "comandos" clandestinos, la ocupación del espacio público permitieron amalgamar a disímiles sectores. La Acción Católica se transformaba en un actor político, un "partido católico" cuyo discurso opositor al peronismo articulaba inquietudes caras a las clases medias –de las que la mayoría de sus miembros provenía– y altas de la sociedad.
Por ello la coyuntura del estallido no fue accidental: fueron los mismos conflictos internos que atravesaban al peronismo y al catolicismo los que hicieron que la violenta colisión fuese inevitable. Los opositores se sumaron a los reclamos católicos incrementando el conflicto y finalmente en la medida en que las demandas católicas coincidieron (sin ser exactamente idénticas) con la de las Fuerzas Armadas el conflicto adquirió su forma. Cuando en junio de 1955, los aviones de la Marina bombardearon Plaza de Mayo, nadie dudó de la complicidad católica. Pocos meses después, el 16 de septiembre, mucho más explícitamente, los aviones del Ejército llegaban desde Córdoba bajo el signo “Cristo Vence”.

### La polarización peronismo-antiperonismo como impulsora del choque
Lita Caimari descarta que la propia naturaleza de los actores en pugna o rasgos profundos que definirían de una manera sustancial a los dos actores hicieran inevitable el choque como se desprende de las opiniones sustentadas por Bosca, Zanatta o Plotkin entre otros autores.  Miranda Lida resume el pensamiento de Caimari diciendo que:

"la causa del conflicto no se halla ni en el cesarismo en el que estaría fundado el poder político (Bosca); ni en el carácter eminentemente revanchista de la Iglesia católica, incapaz de convivir con cualquier tipo de poder estatal que pretendiera un mínimo de autonomía (Zanatta); ni en una concepción totalitaria de la política que habría conducido al peronismo a pretender ejercer un férreo monopolio de lo simbólico, vaciando de sentido al catolicismo (Plotkin); ni en la competencia entre dos modelos por naturaleza antitéticos de sociedad, uno de ellos construido por la Iglesia y el otro por el propio peronismo (Bianchi)... En el trabajo de Caimari, cada uno de estos factores merece, sin duda, legítimamente ser tenido en cuenta en el análisis; no obstante, ninguno de ellos podría ser identificado como la causa que habría desencadenado el virulento conflicto de los años 1954-55."

Si bien las explicaciones sobre los factores que dieron origen al conflicto parecen cubrir las más variadas posibilidades, serias dificultades tienen los autores a la hora de justificar porqué el enfrentamiento alcanzó tales dimensiones. Si el potencial conflictivo venía de lejos la explicación basada en la acumulación de los factores parece insuficiente.
El gobierno había ido avanzando sobre todos los aspectos de la vida cotidiana, incluidos deportes, medios de comunicación, escuelas, administración pública, sindicatos, organizaciones de estudiantes, mundo militar, por lo que el eje peronismo-antiperonismo atravesaba todos los ámbitos de la vida pública y muchos de la vida privada y en ese contexto todo podía leerse como una forma de apoyo o de resistencia.
La presión política del gobierno en la universidad que obligaba a pronunciarse en favor o en contra del gobierno hizo que los estudiantes católicos que inicialmente lo habían apoyado tomaran posiciones cercanas a las de los opositores y se solidarizaran con ellos en situaciones como las de la huelga universitaria o las movilizaciones realizadas para la aparición del estudiante Bravo secuestrado y casi muerto por la policía. La defenestración de Mercante y de muchos peronistas cercanos también hizo alejar a prestigiosos católicos, al igual que a sindicalistas desengañados.
Las críticas a la falta de libertad de prensa encontraron apoyo en el exterior no ya solamente en los medios de comunicación de Estados Unidos sino también en el Vaticano que al haber comenzado la Guerra Fría emitía documentos referidos a la ausencia de libertad de prensa en los países comunistas que al ser reproducidos en algunos medios locales fueron leídos y ubicados en el contexto peronismo-antiperonismo.
A partir de abril de 1952 comenzaron a funcionar la Liga de Padres de Familia y la Liga de Madres de Familia que se convirtieron en fuentes de nuevas denuncias acerca de la moralidad pública. Por otra parte,  si bien habían existido organizaciones católicas de profesionales -médicos, abogados, empresarios- y no atraían mucho público, también comenzaron a ser mal vistas por el gobierno cuando formularon objeciones a algunas de sus políticas y percibidas como competidoras de sus similares oficialistas.
En el campo del trabajo la situación era similar. La Federación Argentina Católica de Empleadas (FACE) los Círculos de Obreros Católicos (COC), las Vanguardias Obreras Católicas (VOC) y la Juventud Obrera Católica (JOC) tenían tan escasa penetración entre los obreros que su accionar no podía en manera alguna parangonarse con la de los sindicatos peronistas; los católicos eran conscientes de su pobre desempeño y en gran medida se lo atribuían a las autoridades eclesiásticas que por una parte los subordinaba y por la otra les prestaba muy escasa colaboración.
La organización de laicos más importante, la Acción Católica, no podía significar peligro alguno para el gobierno. El número de asociados no había crecido durante la década anterior, no tenía éxito en la captación de nuevos adherentes y por añadidura la mayoría de sus directivos había visto con simpatía al peronismo, y consideraciones similares podían hacerse respecto de otras organizaciones confesionales; sin embargo, a partir de 1950 comenzó a cambiar la percepción que de ellas tenía el gobierno, al verificarse que incorporaban a sectores antiperonistas que retornaban y a católicos que abandonaban las organizaciones oficiales. En el campo de la moralidad en el que las organizaciones laicas habían asumido el papel de guardianes de los valores cristianos se hicieron cada vez más frecuentes las prevenciones y críticas a ciertas actividades -como por ejemplo las exhibiciones públicas de gimnasia realizadas por alumnas- ante las cuales las autoridades de la Iglesia tenían, si bien a regañadientes- una actitud que consideraban demasiada tolerante.
Para Caimari el ataque a las iglesias no fue el fruto de semillas anticlericales que vinieran de años previos sino la repetición de un mecanismo ya visto en 1953. La denuncia a los curas antiperonistas era la misma que en años anteriores había tenido otros destinatarios, el incendio de las iglesias tenía un claro antecedente en la quema del Jockey Club y de sedes partidarias opositoras de 1953. En definitiva:

"A pesar de la apariencia de novedad, estos episodios no constituían más que otro capítulo, el último, de la oposición entre peronismo y antiperonismo. La ruptura marcada por los primeros incidentes de octubre y noviembre de 1954 no era tal. El motor profundo del enfrentamiento entre Perón y la Iglesia, entre peronistas y católicos, parece responder a la única lógica política dominante de la Argentina de los años cincuenta"

Acciones y circunstancias que eran las mismas de las de años anteriores adquirieron en 1954 y 1955 una significación distinta cuando se agudizó el proceso de polarización política. y es en ese contexto que una procesión católica pudo transformarse en una manifestación antiperonista.